# 長野県立富士見高等学校
もしかして
- 長野県富士見高等学校

ではありませんか？